# Franco Interlenghi
Franco Interlenghi (Rome, 29 oktober 1931 – aldaar, 10 september 2015) was een Italiaans acteur.

## Leven en werk

### Debuut als filmacteur
Interlenghi was nog een adolescent toen hij in 1946 van de straat werd geplukt om een van de twee jonge schoenpoetsers te vertolken in Sciuscià. Dit Italiaans neorealistisch drama kreeg de Oscar voor beste internationale film in 1948 en staat op de lijst van 100 film italiani da salvare (1942-1978).
In 1949 kreeg Interlenghi zijn tweede rol, een bijrol in de prestigieus opgezette epische sandalenfilm Fabiola waarmee regisseur Alessandro Blasetti overal een enorm succes behaalde. 

### Vruchtbare jaren vijftig
Interlenghi ontwikkelde een heel intense filmcarrière in het volgend decennium (1949-1960).  Hij verscheen in ruim veertig films, onder die rolprenten bevinden zich de meest belangwekkende uit zijn carrière. Vier behaalden een plaats op de 100 film italiani da salvare-lijst: de neorealistische tragikomedies Domenica d'agosto (1950) en I vitelloni (1953), de komische klassieker en immens kassucces Le Petit Monde de don Camillo (1952) en de tragikomedie La provinciale (1953).
Dankzij I vitelloni had Interlenghi in 1953 zijn eerste werkelijke hoofdrol te pakken. Hij gaf er kleur aan een van de vijf werkloze prille dertigers die in het provinciestadje Rimini constant rondhangen en nog altijd niet weten hoe ze hun parasitair en nutteloos leven zin kunnen geven. Alleen het personage van Interlenghi wil niet langer zijn leven verslapen en verdromen en beseft dat enkel wegtrekken uit hun stadje een toekomstperspectief kan bieden. De film geldt als een hoogtepunt in zijn carrière.

#### Grote regisseurs
Tijdens die periode werd Interlenghi door befaamd geworden regisseurs gevraagd te spelen in vroeg werk van hen: Luciano Emmer (Domenica d'agosto), Federico Fellini (I vitelloni), Michelangelo Antonioni (I vinti), Mauro Bolognini (onder meer Gli innamorati) en Mario Monicelli (Padri e figli).
Andere Italiaanse filmreuzen deden ook een beroep op Interlenghi. Mario Camerini, samen met Blasetti de enige belangrijke cineast uit het Mussolinitijdperk, deed een beroep op Interlenghi's talent om de rol van Telemachus op zich te nemen in zijn avontuurlijke fantasy-sandalenfilm Ulisse. Tot op heden blijft Ulisse de achtste in de Italiaanse bioscopen meest bekeken Italiaanse film aller tijden.
Roberto Rossellini castte hem twee keer. In het prangende Tweede Wereldoorlogsdrama Il generale Della Rovere gaf Interlenghi gestalte aan een partizaan. In het historisch drama Viva l'Italia! dat handelde over het leven van Giuseppe Garibaldi, vertolkte hij Giuseppe Bandi, een patriot, journalist en medestander van Italië's nationale held. Luchino Visconti gaf nooit een filmrol aan Interlenghi maar regisserde hem drie keer op de bühne in 1948-1949, onder meer in Dood van een handelsreiziger van Arthur Miller.

#### Antonella Lualdi
Interlenghi deelde meermaals de affiche met Antonella Lualdi, die algauw zijn vrouw zou worden. Ze waren samen te zien in onder meer drie films van Bolognini: de zedenkomedies Gli innamorati (1955) en Giovani mariti (1958) en het drama La notte brava (1959). Ze speelden ook samen in de misdaadfilm Délit de fuite (1959) en in de komedie Padri e figli (1957), hier als koppel dat hun eerste kindje verwacht.

#### Buitenlandse producties
Interlenghi vertolkte ook een bijrol in enkele Amerikaanse drama's: Teresa, A Farewell to Arms en The Barefoot Contessa, wellicht de meest bekende.
Ten slotte belichaamde hij de minnaar van Brigitte Bardot, een vasthoudende en jaloerse student die de veel jongere liefdesconcurrent is van advocaat en Bardot-beschermheer Jean Gabin, in het Franse drama En cas de malheur, een van Bardots succesrijkste films.

### Vanaf de jaren zestig
Vanaf de jaren zestig kwam Interlenghi's carrière op een veel lager pitje te staan. Zowel in de filmwereld als in zijn televisiewerk (vanaf 1970) was hij enkel nog te zien in bijrollen en -rolletjes.
Vermeldenswaardige films waren de misdaadfilm Il camorrista (1986), de commedia dell'arte getinte Molière-verfilming L'avaro (1989) en drie drama's van Michele Placido: Pummarò (1990), Le amiche del cuore (1992) en vooral het veelvuldig bekroonde in het Rome van de jaren zeventig gesitueerde misdaaddrama Romanzo criminale (2005) over de Bende van Magliana.

### Privéleven
In 1955 trouwde Interlenghi met Antonella Lualdi. Het koppel kreeg twee dochters: Stella en de actrice Antonell(in)a. In 1972 ging het koppel uit elkaar zonder ooit te scheiden. Later kwamen ze weer samen en bleven gehuwd tot het overlijden van Interlenghi in 2015.

## Filmografie (selectie)
- 1946 - Sciuscià (Vittorio De Sica)
- 1949 - Fabiola (Alessandro Blasetti)
- 1950 - Domenica d'agosto (Luciano Emmer)
- 1951 - Teresa (Fred Zinnemann)
- 1951 - Parigi è sempre Parigi (Luciano Emmer)
- 1952 - Le Petit Monde de don Camillo (Julien Duvivier)
- 1952 - Processo alla città (Luigi Zampa)
- 1952 - Gli eroi della domenica (Mario Camerini)
- 1952 - Don Lorenzo (Carlo Ludovico Bragaglia)
- 1953 - La provinciale (Mario Soldati)
- 1953 - Il mondo le condanna (Gianni Franciolini)
- 1953 - Riscatto (Marino Girolami)
- 1953 - I vitelloni (Federico Fellini)
- 1953 - I vinti (Italiaanse episode) (Michelangelo Antonioni)
- 1953 - Canzoni, canzoni, canzoni (Domenico Paolella)
- 1954 - The Barefoot Contessa (Joseph L. Mankiewicz)
- 1954 - Ulisse (Mario Camerini)
- 1955 - Non c'è amore più grande (Giorgio Bianchi)
- 1955 - Gli innamorati (Mauro Bolognini)
- 1956 - I giorni più belli (Mario Mattoli)
- 1956 - Totò, Peppino e i fuorilegge (Camillo Mastrocinque)
- 1957 - Padri e figli (Mario Monicelli)
- 1957 - A Farewell to Arms (Charles Vidor)
- 1957 - Il cielo brucia (Giuseppe Masini)
- 1958 - Giovani mariti (Mauro Bolognini)
- 1958 - En cas de malheur (Claude Autant-Lara)
- 1958 - Polikuska (Carmine Gallone)
- 1959 - Délit de fuite (Bernard Borderie)
- 1959 - Il generale Della Rovere (Roberto Rossellini)
- 1959 - La Notte brava (Mauro Bolognini)
- 1961 - Viva l'Italia! (Roberto Rossellini)
- 1967 - Mise à sac (Alain Cavalier)
- 1968 - La colonna di Traiano (Mircea Drăgan)
- 1978 - Amore, piombo e furore (Monte Hellman)
- 1985 - Miranda (Tinto Brass)
- 1986 - Il camorrista (Giuseppe Tornatore)
- 1989 - L'avaro (Tonino Cervi)
- 1990 - Pummarò (Michele Placido)
- 1992 - Le amiche del cuore (Michele Placido)
- 1994 - L'ours en peluche (Jacques Deray)
- 196 - Mi fai un favore (Giancarlo Scarchili)
- 2001 - Una lunga lunga lunga notte d'amore (Luciano Emmer)
- 2005 - Romanzo criminale (Michele Placido)
- 2009 - Io, Don Giovanni (Carlos Saura)
- 2010 - La bella società (Gian Paolo Cugno)

- Bibsys: 99003354
- Biblioteca Nacional de España: XX1298575
- Bibliothèque nationale de France: cb13951698m (data)
- CiNii: DA1352570X
- Gemeinsame Normdatei: 140062610
- International Standard Name Identifier: 0000 0001 1455 837X
- Library of Congress Control Number: no99060516
- Nationale Bibliotheek van Tsjechië: pna2007389327
- Nationale bibliotheek van Australië: 41333603
- Nederlandse Thesaurus van Auteursnamen: 138478465
- Istituto Centrale per il Catalogo Unico: UBOV947582
- Système universitaire de documentation: 061724823
- Virtual International Authority File: 117666187
- WorldCat: E39PBJmDkqHGGP4QGFvGjgFHYP